# IBM標準モジュラーシステム

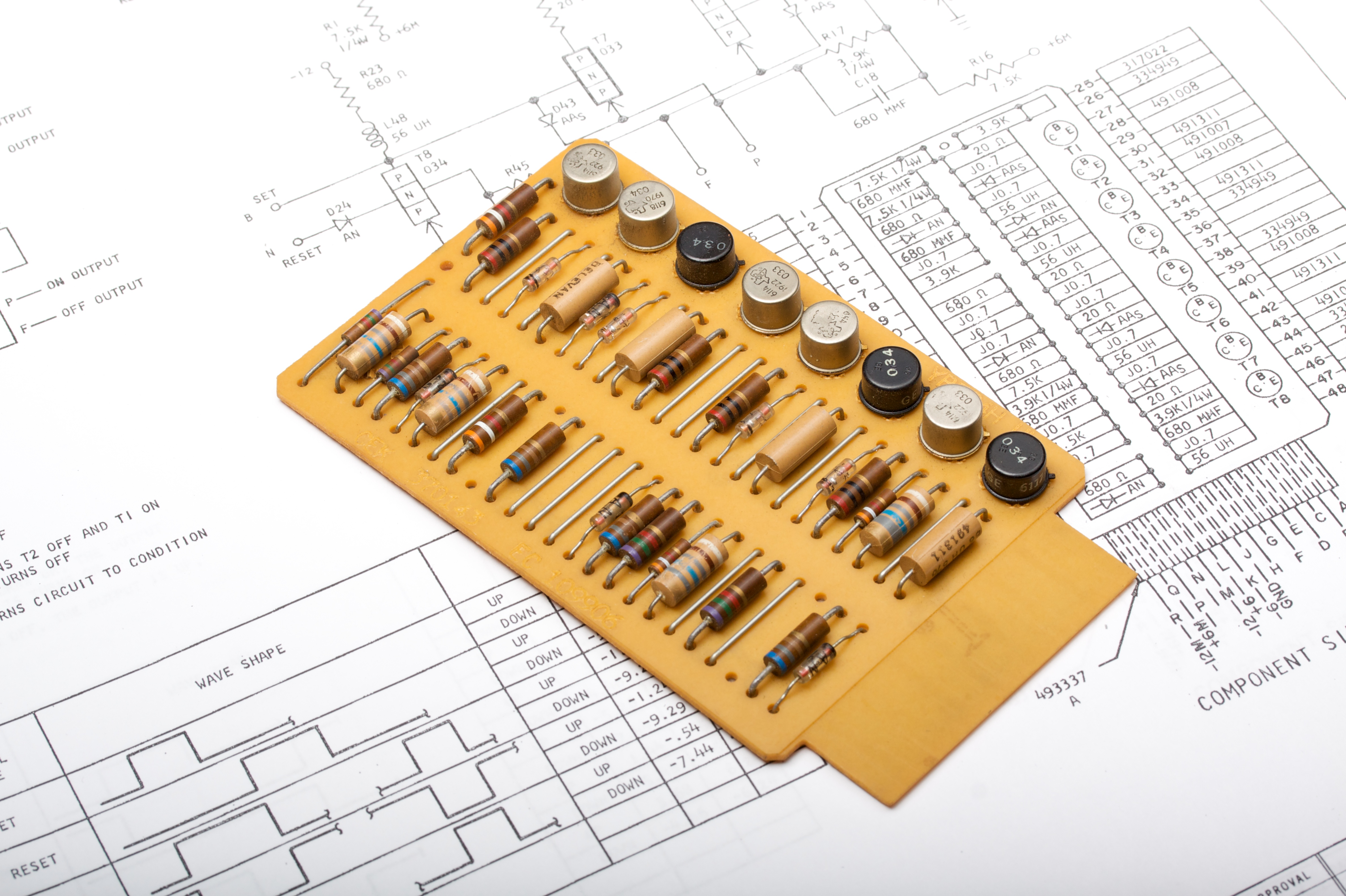
シングル幅のSMSカード

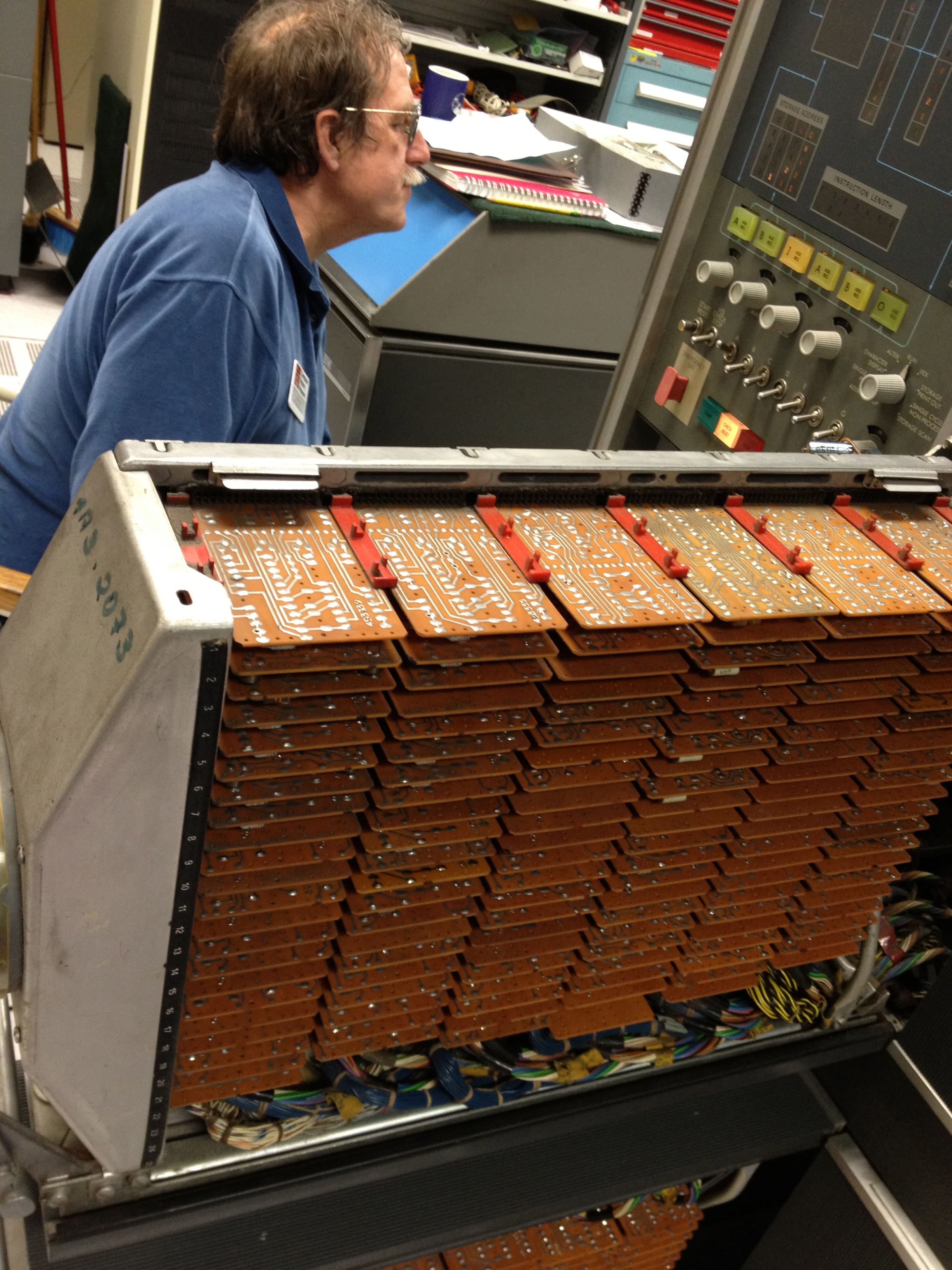
IBM 1401中型コンピュータのSMSカード

標準モジュラーシステム (ひょうじゅんモジュラーシステム、Standard Modular System = SMS)とは、1950年代後半にIBMが開発した標準的なトランジスタ化された回路基板とマウントラックのシステムで、当初はIBM 7030 Stretchのために開発された。これらは、IBMの第2世代コンピュータ、周辺機器、 7000シリーズ 、 1400シリーズ 、および1620の全てに使用されていた。SMSは、1964年にSystem/360で導入されたソリッド・ロジック・テクノロジー (Solid Logic Technology = SLT)に取って代わられたが、1970年代までレガシーシステムで使用されていた。
System/360の一部でありながら、第2世代の設計から採用された多くのIBM周辺機器は、新しいSLTの代わりにSMS回路を使用し続けている。これらには、240xシリーズテープドライブとコントローラ、 2540カードリーダー/パンチと1403N1プリンタ 、1403と2540用の2821統合コントロールユニットが含まれていた。System/360周辺機器で使用されているSMSカードの中には、SLTタイプのハイブリッドICが搭載されているものもある。
SMSカードは、片面紙エポキシプリント回路基板に実装された個別のコンポーネントで構成されている。シングル幅のカードは、16ピンの金メッキ エッジコネクタを備えた2.5インチ幅、4.5インチ高、0.056インチ厚である。倍幅のカードは5.375インチ幅、4.5インチ高で、2つの16ピン金メッキエッジコネクタを備えている。接点は、最初のエッジコネクタにはA–R (IとOをスキップ)、2番目のエッジコネクタにはS–Z、1–8のラベルが付けられている。
カードは、カードケージのバックプレーンに接続され、エッジコネクタの接点はワイヤーラップピンに接続されている。電源バスラインを除いて、すべての相互接続はワイヤーラップ接続で行われる。バックプレーンのワイヤーラップ接続は、ほとんどが工場で自動化された装置で行われていたが、ワイヤーラップ技術により、カスタマーエンジニアによる技術的変更の現場設置が容易になった。
一部のカードタイプは、回路構成を変更するために切断することができる「プログラムキャップ」（15個の接続を持つダブルレールの金属ジャンパーバー）を介してカスタマイズすることができる。「プログラムキャップ」付きのカードタイプは、標準構成用にあらかじめカットされたものが付属しており、カスタマーエンジニアが現場で異なる構成を必要とする場合は、必要に応じて追加のカットを行うことができる。この機能は、カスタマーエンジニアが顧客サイトに持ち運ばなければならない異なるカードタイプの数を減らすことを目的としていた。
カードタイプは、カードにエンボス加工された2〜4文字のコードである（例: MX、ALQなど）。カードに「プログラムキャップ」が付いている場合、コードは2文字のカードタイプコードと2文字の「キャップ接続」コード（例: AK ZZ）に分類される。
SMSが最初に開発された当初、IBMは、数百種類の標準カードタイプのセットがあれば、必要なものはすべてそろい、設計、製造、保守がより簡単になると予測していた。しかし残念ながら、それは楽観的過ぎることが判明し、SMSカードの種類はすぐに2500種類以上に増えてしまった。成長の理由の一部は、カードが使用される多くの異なるシステムの要件を満たすために、アナログ回路だけでなく、複数のデジタル ロジック・ファミリー(ECL、RTL、DTLなど)が実装されていたことである。

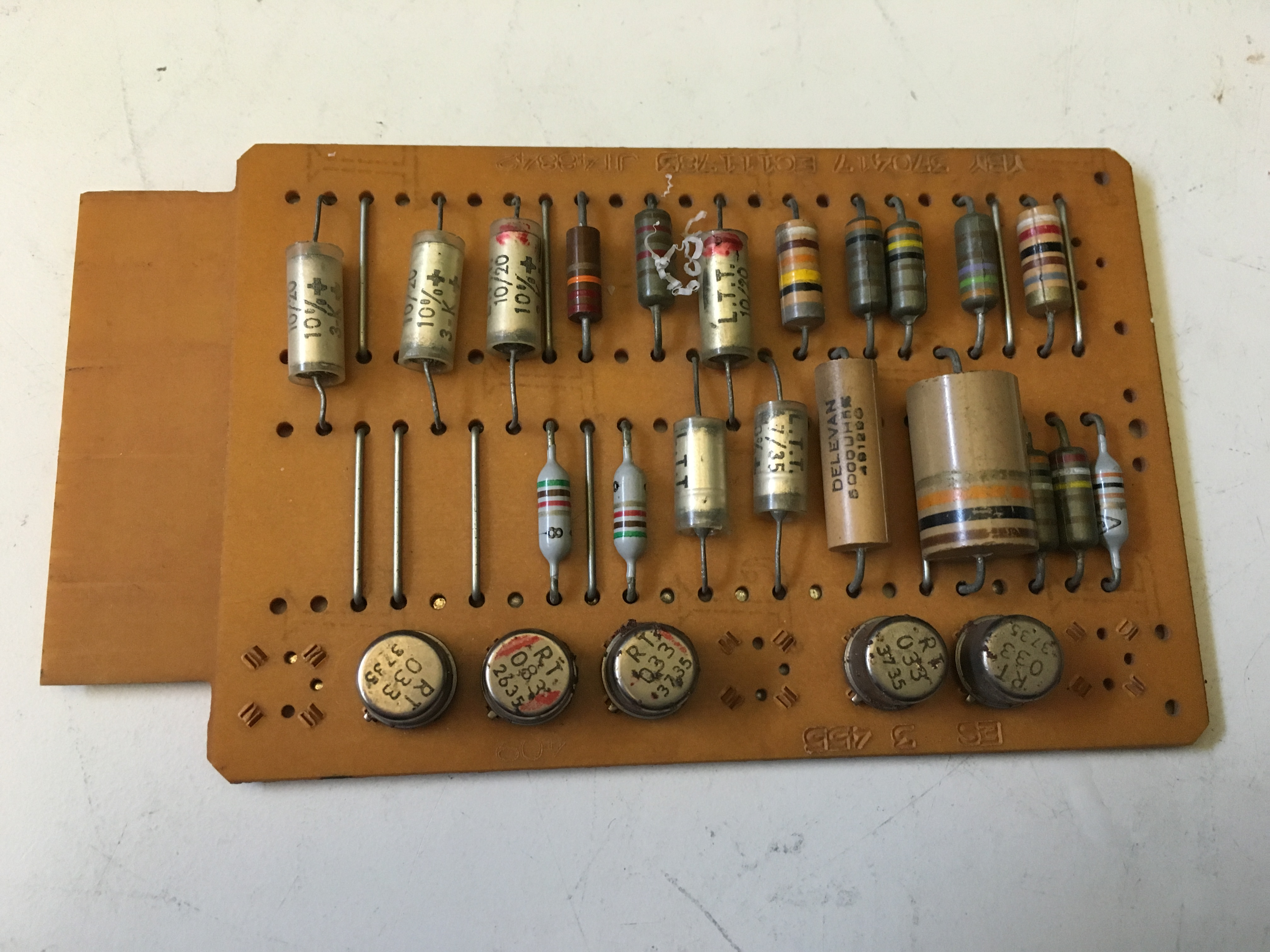
IBM 1401のSMSカード
同じSMSカードの回路側
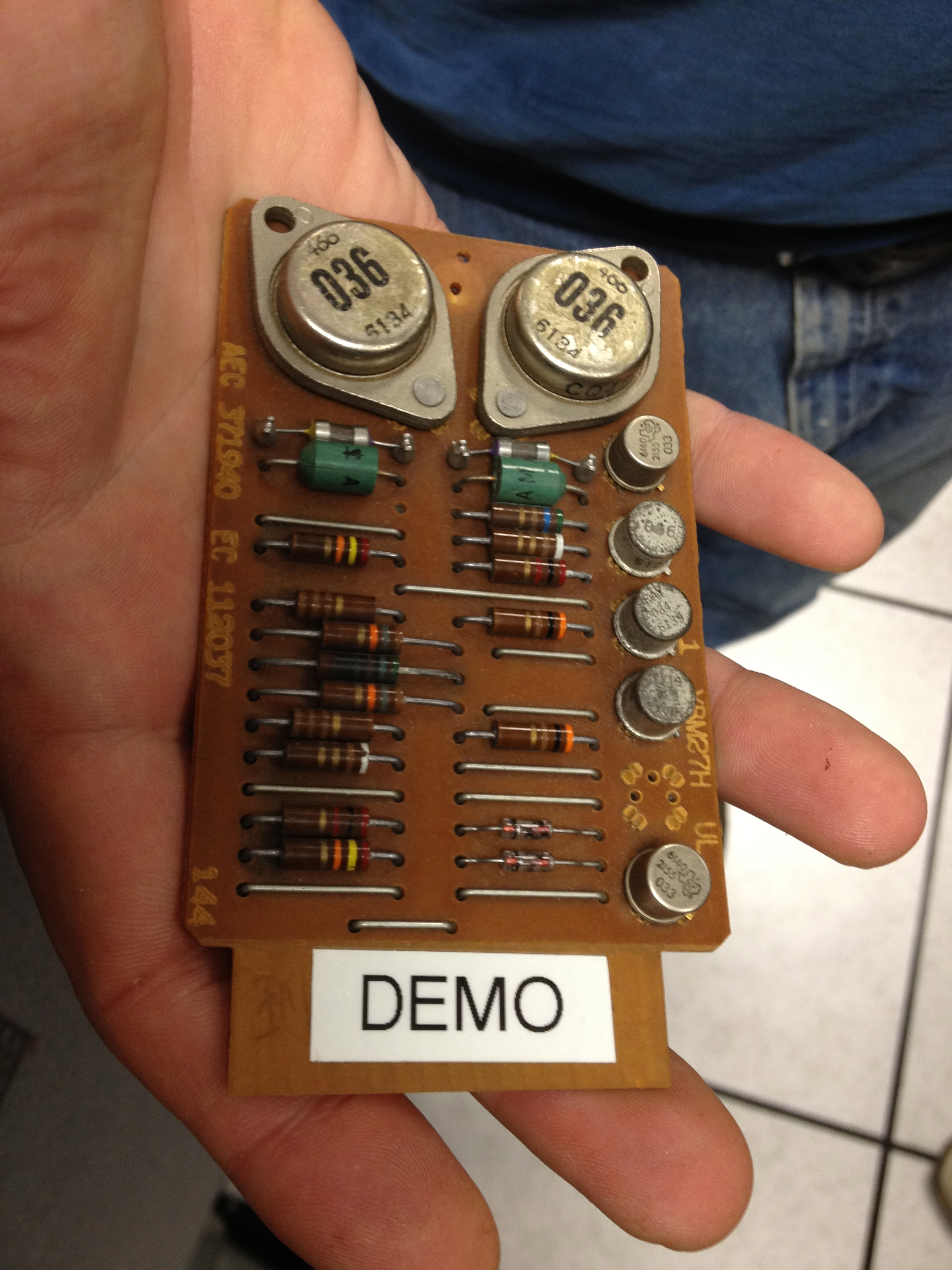
IBM 1401のSMSカード
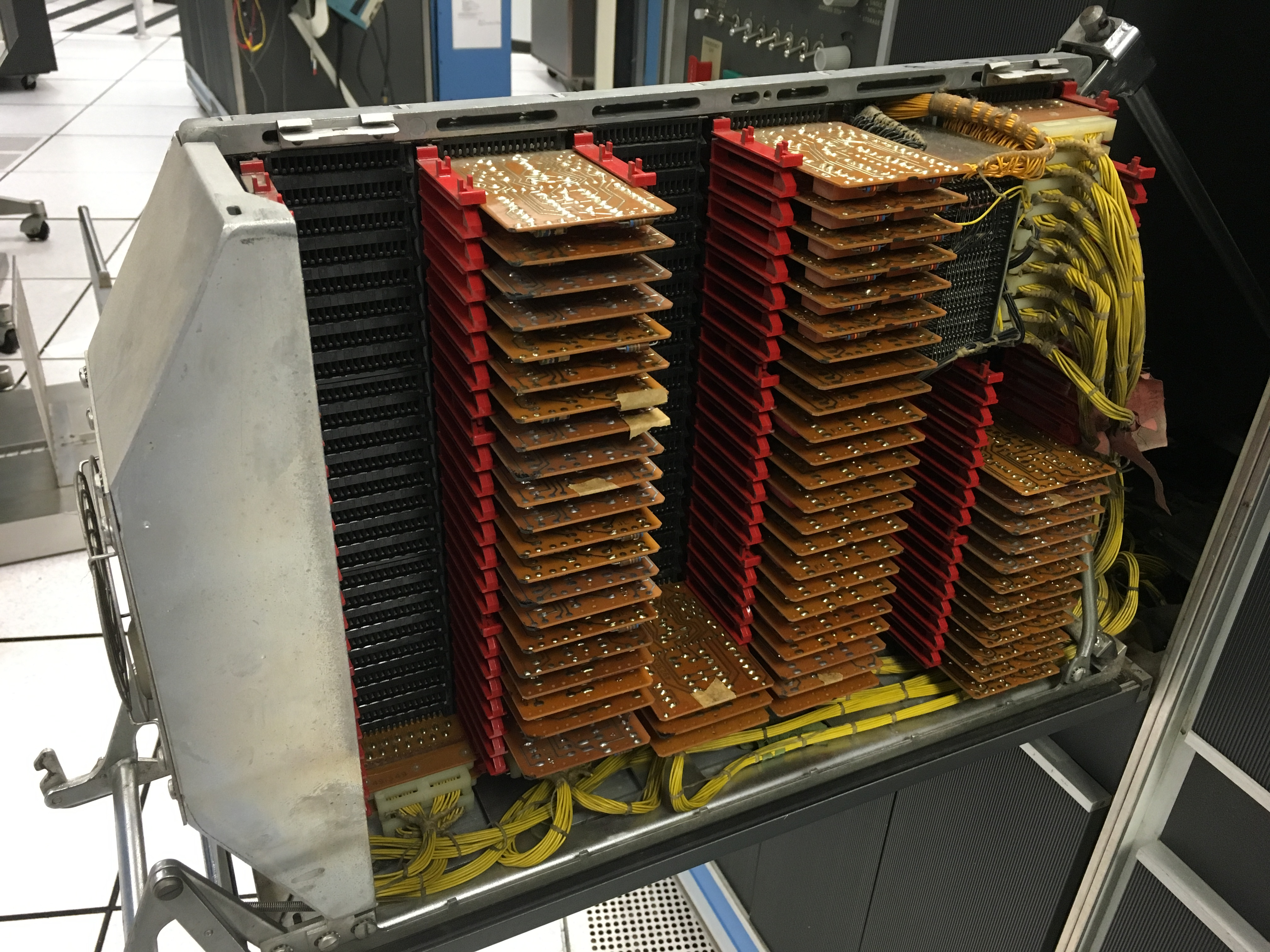
IBM 1401カードケージ
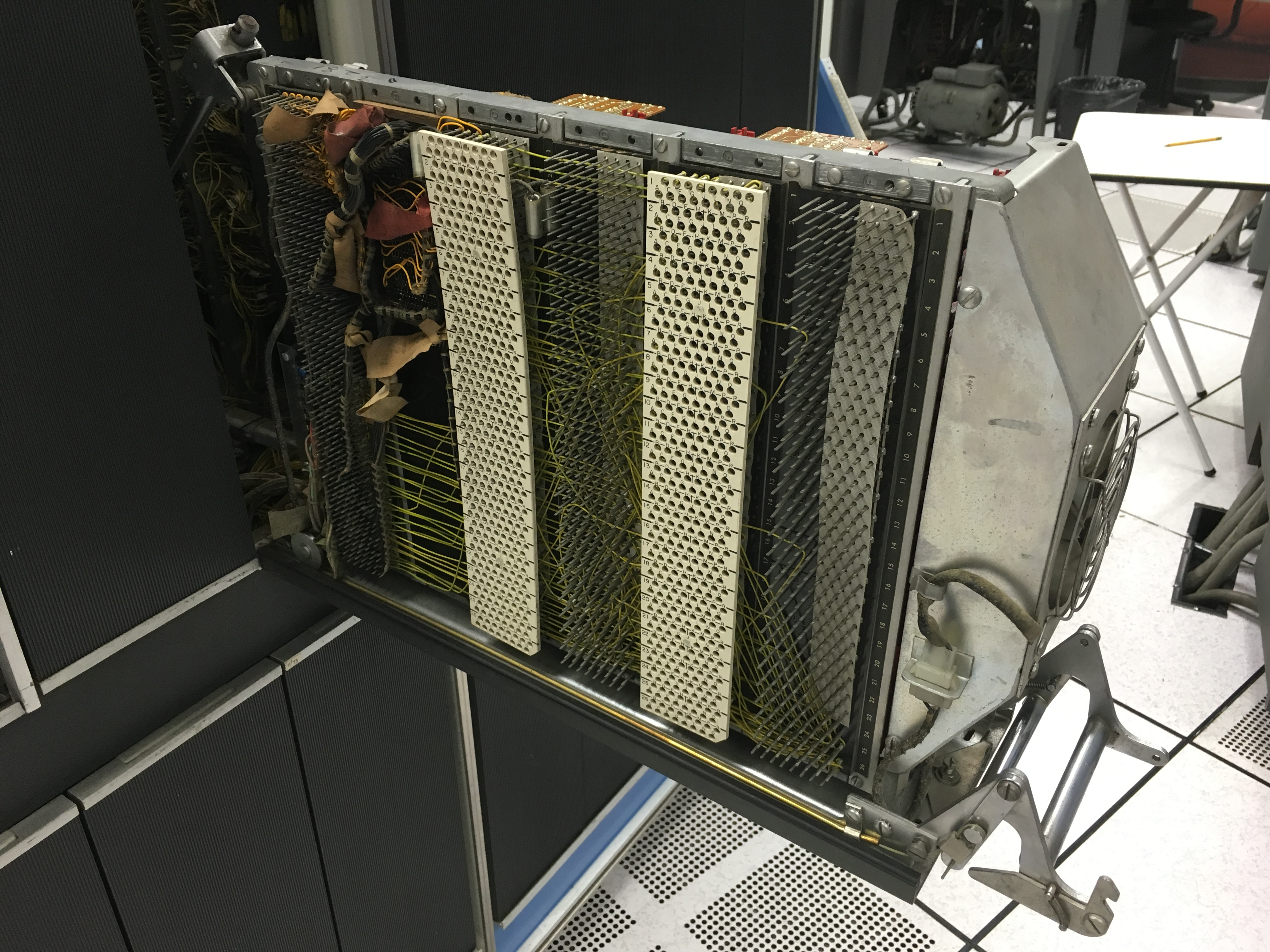
同じ1401カードケージのワイヤラップ・バックプレーン
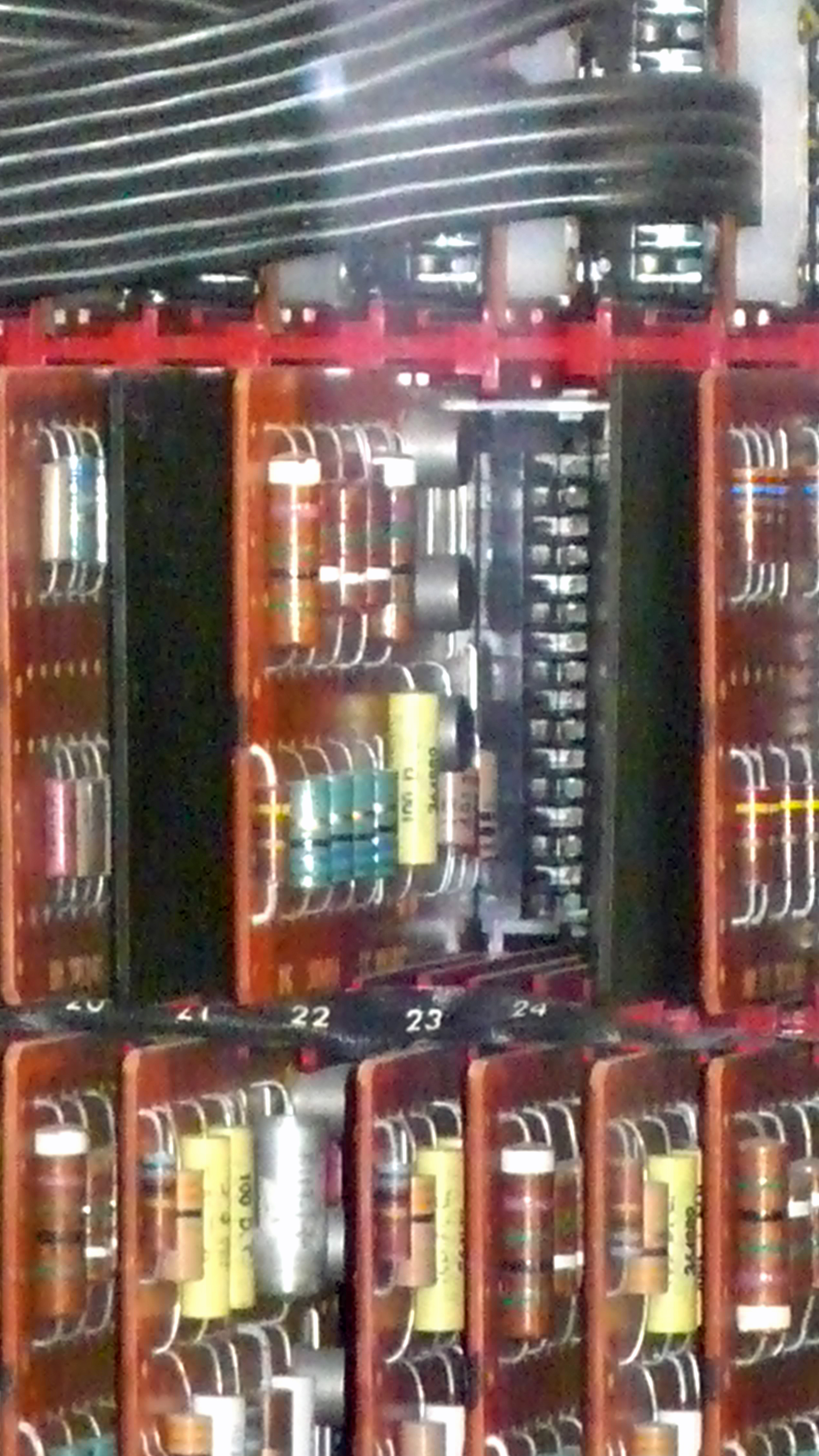
IBM 7070カードケージ